# 6263 Druckmüller
6263 Druckmüller eller 1980 PX är en asteroid i huvudbältet som upptäcktes den 6 augusti 1980 av den tjeckiske astronomen Zdeňka Vávrová vid Kleť-observatoriet. Den är uppkallad efter den tjeckiska matematikern Miloslav Druckmüller.